# Гримсон, Джесси
Джесси Гримсон (англ. Jessie Grimson; 26 ноября 1873, Лондон — 19 октября 1954, Лондон) — британская скрипачка.

## Биография
Дочь скрипача Сэмюэла Дина Гримсона, получила первоначальное музыкальное образование у своего отца, затем окончила Королевский колледж музыки (1895). С детских лет выступала в ансамбле со своими сёстрами Энни и Эми, образуя фортепианное трио. Уже в годы обучения в колледже выступала и как солистка со студенческим оркестром, и как лидер камерного ансамбля. По окончании колледжа выступала как солистка с оркестром Августа Манса, одновременно продолжая участвовать в семейном ансамбле. В 1902—1918 гг. возглавляла собственный струнный квартет; вторую скрипку или, иногда, альт в его составе играл Фрэнк Бридж, в связи с чем квартет выступил первым исполнителем многих его сочинений; виолончелистом был Эдуард Мейсон (1878—1915), за которого Гримсон вскоре вышла замуж.